# Landing Gear
Landing Gear – piąty album studyjny rapera Devin the Dude. Płyta ukazała się 7 października 2008. Jest to pierwszy krążek artysty wydany nakładem wytwórni Razor & Tie. Na albumie gościnnie wystąpili m.in. Snoop Dogg, L.C., Young Malice, G Monee, Dee-Rail, Joseph Edwards Jr. Album zadebiutował na 47. miejscu na liście Billboard 200 oraz na 9. na liście Billboard Top R&B/Hip-Hop Albums.

## Lista utworów
| #  | Tytuł                   | Goście               | Czas |
| -- | ----------------------- | -------------------- | ---- |
| 1  | "In My Draws"           |                      | 4:24 |
| 2  | "I Can't Make It Home"  | L.C.                 | 3:37 |
| 3  | "Thinkin' Boutchu"      |                      | 3:33 |
| 4  | "Let Me Know It's Real" |                      | 4:20 |
| 5  | "El Grande Nalgas"      |                      | 3:14 |
| 6  | "Me, You"               |                      | 3:58 |
| 7  | "Highway"               | Dee-Rail             | 3:16 |
| 8  | "I Don't Chase 'Em"     | Snoop Dogg           | 4:43 |
| 9  | "Yo Mind"               | G Monee Young Malice | 3:11 |
| 10 | "I Need A Song"         | 14K                  | 4:21 |
| 11 | "Your Kinda Love"       | Joseph Edwards Jr.   | 4:02 |
| 12 | "Stray"                 |                      | 4:31 |